# Vyvěračka Na máchadle
Vyvěračka Na máchadle (někdy též jen Máchadlo jako označení celého areálu s kašnou a nádrží) v Litomyšli je jedním z četných pramenů a vývěrů vody, vyskytujících se na Litomyšlsku podél toku řeky Loučné. Zdejší prameny vyvěrají z vrstev místních částečně zkrasovatělých křídových opuk. Vyvěračka Na máchadle je velmi vydatná, má průtok okolo 5 litrů za sekundu.

## Poloha
Voda vyvěrá v nadmořské výšce zhruba 330 metrů přímo v historickém centru města z mírného svahu pod litomyšlským zámkem, v malém parčíku, sevřeném ulicemi Jiráskovou, Mariánskou a Na Máchadle. Zdi zámeckého areálu jsou od vodního zdroje vzdáleny pouhých pět desítek metrů východním směrem, podobná vzdálenost dělí Máchadlo od bývalého piaristického gymnázia, v jehož budově sídlí litomyšlské Regionální muzeum. Z geomorfologického hlediska leží místo vývěru, stejně jako celé město Litomyšl, ve střední části Svitavské pahorkatiny, v geomorfologickém okrsku Litomyšlský úval podcelku Loučenská tabule .

## Historie
Podle některých úvah existence tohoto vydatného vodního zdroje mohla přispět k osídlení dané lokality a ke vzniku budoucího města Litomyšle. Máchadlo pod úpatím tzv. Židovského kopce pravděpodobně vzniklo v 18. století. Místo, kterému se díky litomyšlskému kupci a muzejníkovi Quidonovi Šimkovi říkalo také Kašinka u Panenky Marie podle vyobrazení Madony, jež zde byl umístěno, se stalo v místní společnosti velmi populární. Magdalena Dobromila Rettigová (1785–1845), která v Litomyšli prožila posledních jedenáct let svého života, propagovala mezi návštěvnicemi své "kafíčkové společnosti" novou zdravotní módu, která se objevila na přelomu 18. a 19. století a která spočívala v tom, že místní dámy a dívky chodily ještě před snídaní ke studánce pít "léčivou vodu". Poblíž vyvěračky byl zřízen park s lavičkami a místo připomínalo lázeňské prostředí, zdejší jezírko bylo však zároveň využíváno k máchání prádla.

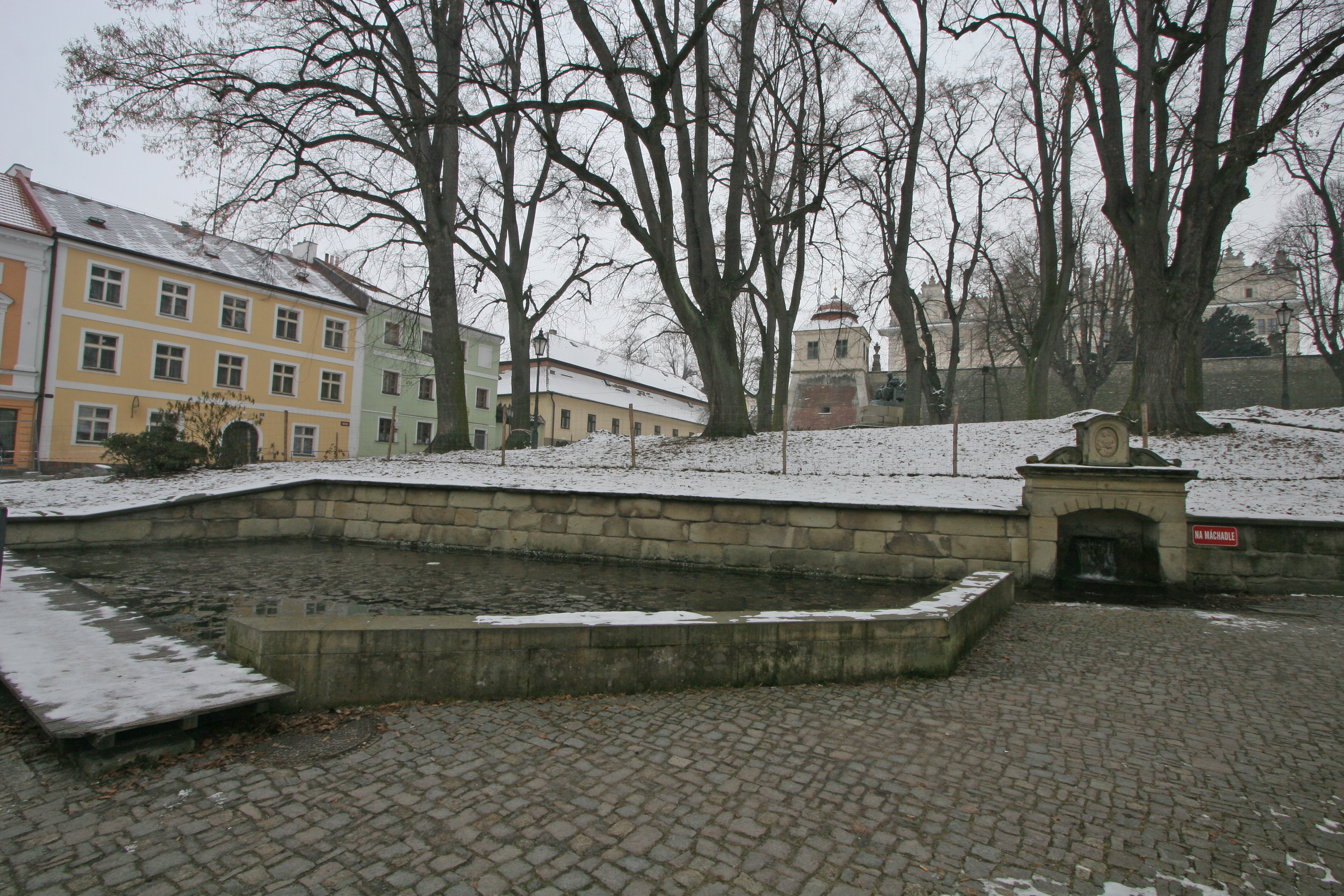
Máchadlo v zimě

Určité stavební úpravy zde byly realizovány až v první polovině 20. století, kdy v roce 1941 místní stavitel František Vlach nechal upravit tvar nádrže u vyvěračky. K největší proměně celého prostoru pak došlo až v roce 2005. Architekt Aleš Burian, spoluautor rozsáhlých stavebních úprav ve městě, vypracoval projekt, který zahrnoval zajištění dvou vodních pramenů, osazení dřevěného mola po obvodu podsvětlené vodní plochy, předláždění ulic Mariánské a Na Máchadle a restaurátorské práce na Kašince Panny Marie.
Autoři Václav Cígler a Michal Motyčka později umístili přímo do Máchadla jednu ze svých výtvarných instalací ve veřejném prostoru - velkou pozlacenou kovovou mísu o průměru 150 centimetrů. Dílo, nazvané "Dvě hladiny", se stalo součástí Máchadla v polovině roku 2018. Rekonstruované a upravené  Máchadlo je jediným vodním prvkem v zástavbě historického centra města.

## Prameny v okolí
V Litomyšli se nachází ještě jedna podobně silná vyvěračka s průtokem 5 litrů vody za sekundu, rovněž zvaná Máchadlo. Není ale přímo ve městě, nýbrž v jihovýchodním výběžku katastrálního území Nedošín. Tento pramen vyvěrá v lokalitě Na Lánech na úrovni říčky Loučné rovněž ze zkrasovatělých křídových opuk. O něco níže po toku řeky vyvěrají další prameny. Mnoho pramenů najdeme v údolí Loučné také jižně od Litomyšle na území obce Trstěnice, mezi nimi i vydatné Trstěnické prameny, které kdysi poháněly mlýn mezi Trstěnicí a Čistou.